# Templo conventual de San Antonio (Puebla)

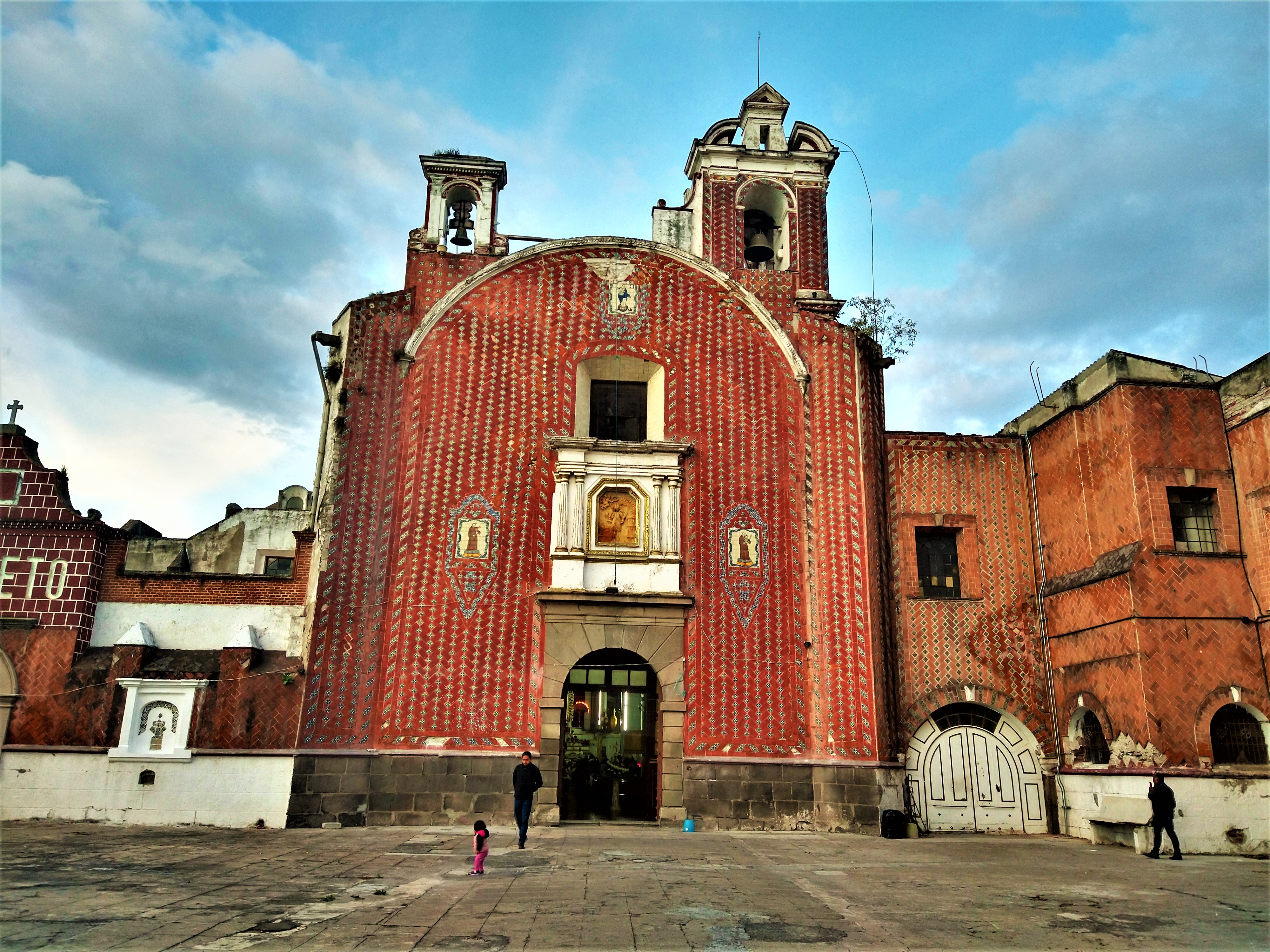
Fachada y atrio del Templo conventual de San Antonio de Padua, Puebla

El Templo conventual de San Antonio o Templo de San Antonio es una edificación religiosa de la ciudad de Puebla. El edificio fue fundado en 1586 y terminado en 1601. Es un templo católico consagrado a san Antonio de Padua. El templo está ubicado en el Barrio de San Antonio, en la 24 poniente, #110.

## Historia
En 1580, fue fundado el Convento de San Antonio de la orden de los Dieguinos en la Ciudad de Puebla. El templo del convento fue comenzado en 1586 y terminado en 1601. El templo originalmente estaba consagrado a Santa Bárbara.
El convento fue construido para darle resguardo a los franciscanos reformados.

Según la devoción popular, cada 13 de junio se celebra al patrono de la iglesia, por lo que las personas acuden a pedir favores, como obtener un empleo, conseguir un embarazo y conseguir pareja.
Entre listones rojos, veladoras, incienso y música podemos acercarnos a una fiesta de fervor popular en donde las jóvenes casaderas piden un deseo el día de san Antonio de Padua por medio de un juego de objetos con instrucciones de uso y oraciones que venden en el templo.

## Características del templo

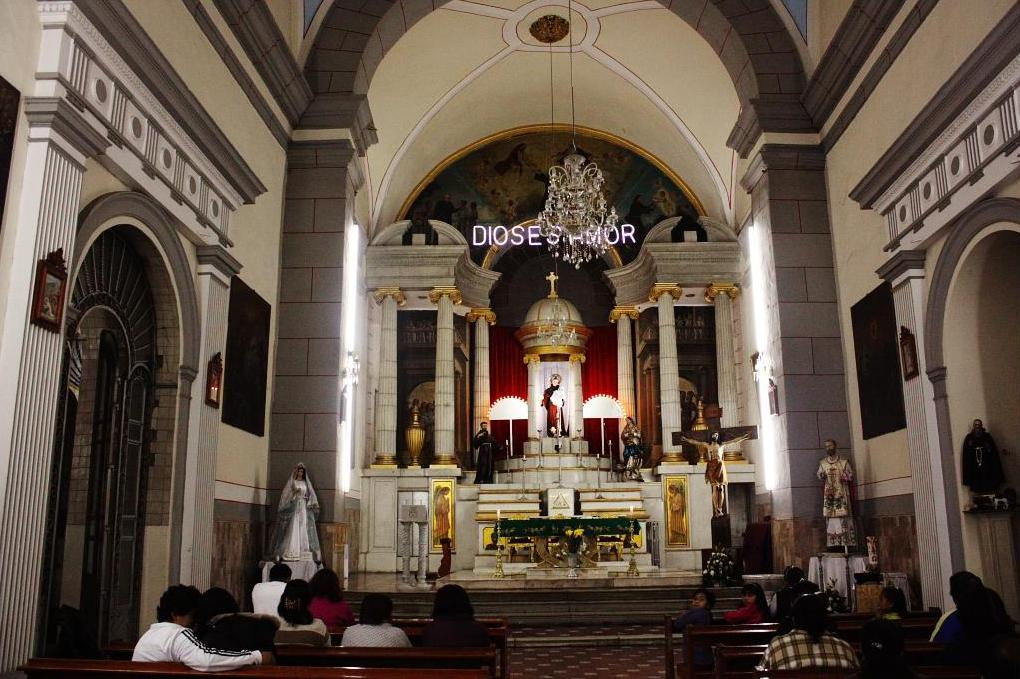
Interior del Templo de San Antonio

Es un templo sencillo. La fachada es de petatillo y tiene el característico estilo poblano de mezcla de ladrillo con azulejos en la fachada. Posee paneles con imágenes que representan a San Antonio de Padua y a San Francisco. También posee un relieve en alabastro en donde se observa a Santa Bárbara. Dentro del atrio, hay una vía crucis, representativo de la arquitectura novohispana de finales del siglo XVI y principios del XVII.
En su interior, el templo posee arte religioso, como pinturas y esculturas de José Antonio Villegas Cora.